# Esmeralda County
Esmeralda County je okres na jihozápadě státu Nevada ve Spojených státech amerických. Žije zde 729 obyvatel a je tak nejméně zalidněným okresem Nevady. Správním sídlem okresu je Goldfield, přičemž v okrese se nenachází žádná obec a všechna sídla se nacházejí v nezařazeném území. Celková rozloha okresu činí 9295 km². Založen byl roku 1861 a pojmenován byl podle Esmeralda Mining Districtu, který svůj název získal podle legendy o značném množství smaragdů, jež se měly nacházet na dnešním území Nevady.
Okres hraničí na jihozápadě se státem Kalifornie.